# هانس ربل
هانس ربل (انگلیسی: Hans Rebele؛ زادهٔ ۲۶ ژانویهٔ ۱۹۴۳) بازیکن فوتبال اهل آلمان است.
از باشگاه‌هایی که در آن بازی کرده‌است می‌توان به باشگاه فوتبال مونیخ ۱۸۶۰ اشاره کرد.
وی همچنین در تیم ملی فوتبال آلمان بازی کرده‌است.